# Martha Sommer

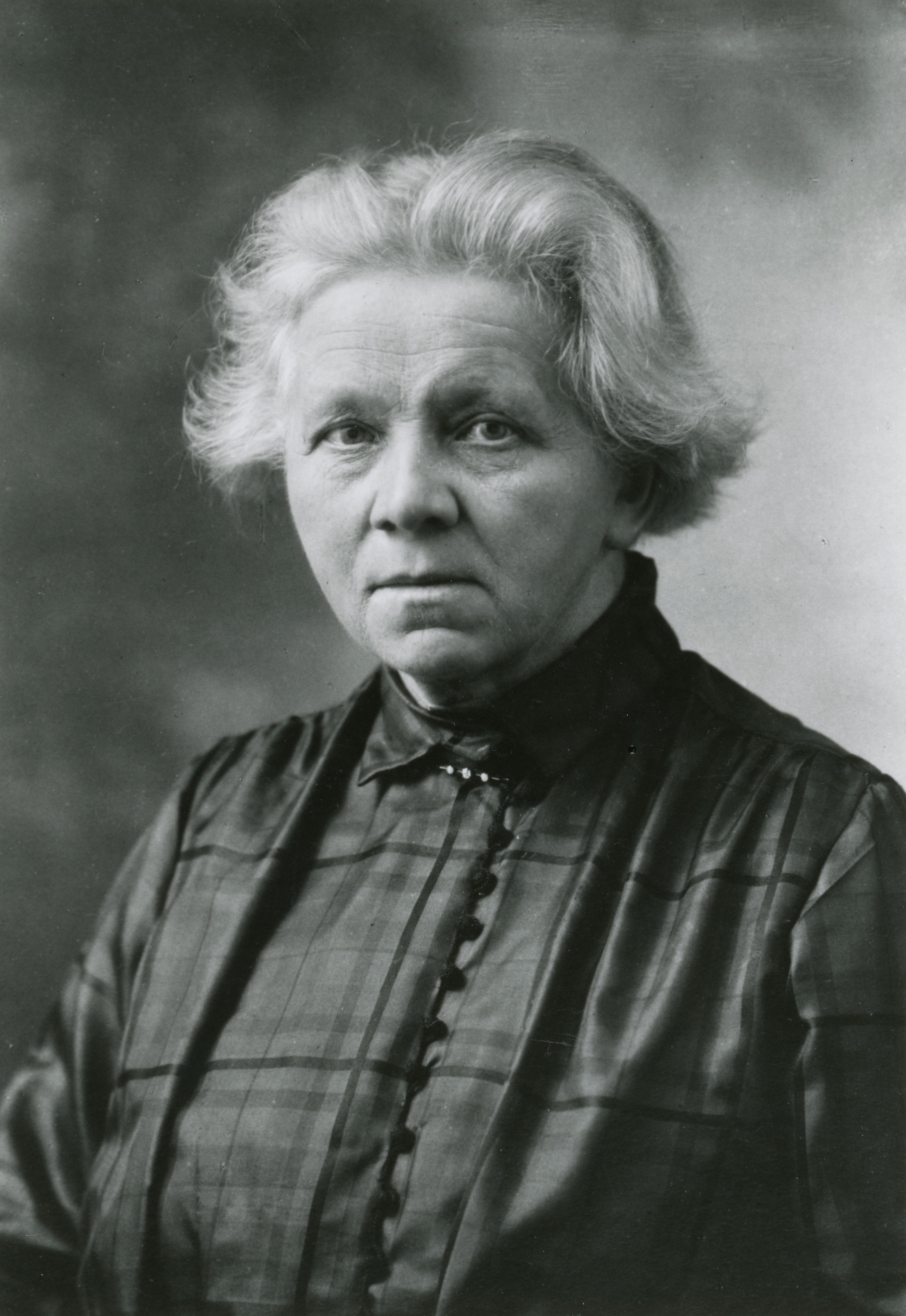
Martha Sommer (etwa 1940)

Martha Sommer (* 26. März 1863 in Winterthur; †  25. Juli 1944 in Bern) war eine Schweizer Ärztin.

## Leben
Martha Sommer war das 13. Kind des Johann, Buchhalters, und der Anna Elisabetha geborene Schaer die aus dem Kanton Bern stammten. Sie besuchte Primar- und Sekundarschule und zwei Jahre das Lehrerinnenseminar in Winterthur. Dann trat sie in das Staats-Seminar Küsnacht über, wo sie sich 1882 das Lehramtspatent erwarb. Kurze Zeit später bestand sie die Maturitätsprüfung in Winterthur. Danach studierte sie 1883–88 Medizin in Zürich und promovierte 1890. Da den Schweizer-Ärztinnen damals noch keine Assistenten-Stellen zur Weiterbildung offen standen, war Sommer genötigt, sich ins Ausland zu begeben, wo sie sich ihre Weiterbildung in Geburtshilfe und Gynäkologie aneignen konnte. Nach hart erkämpftem Studium und darbenden Assistenzzeiten in Wien und München eröffnete sie 1889 in Winterthur als eine der ersten Schweizerinnen eine eigene Arztpraxis. Sie widmete sich sozialen, standes- und frauenpolitischen Aufgaben. 1898 übernahm sie in Bern eine Praxis als Frauenärztin. 1917 musste sich Sommer infolge steigender Herzstörungen zum definitiven Niederlegen ihrer Praxis entschliessen. 1917–26 leitete sie die Haushaltungsschule im Schloss Ralligen am Thunersee. 1928–30 war sie Ärztin in der Frauenabteilung der psychiatrischen Klinik Bellelay. Sie lebte als ledige Frau.

## Werke
- Erinnerungen, Manuskript (Kopie, Universitätsarchiv Bern)
- Wien im Dezember 1921, Manuskript (Universitätsbibliothek Bern)
- Über Vorkommen, Ursachen und Behandlung der Pseudarthrosen in der Züricher Klinik aus den Jahren 1881–1888, Tübingen, Dissertation Universität Zürich, 1890